# Jezus mnie kocha
Jezus mnie kocha (niem.: Jesus liebt mich) – niemiecka komedia z 2012 roku w reżyserii Floriana Davida Fitza. Scenariusz powstał na podstawie powieści Davida Safiera pt.: "Jesus liebt mich".

## Obsada
- Jessica Schwarz jako Marie
- Florian David Fitz jako Jeshua
- Henry Hübchen jako Gabriel
- Hannelore Elsner jako Sylvia
- Nicholas Ofczarek jako Szatan
- Peter Prager jako Werner
- Palina Rojinski jako Svetlana
- Marc Benjamin Puch jako Sven
- Michael Gwisdek jako Bóg
- Johannes Allmayer jako kelner
- Christine Schorn jako staruszka

i inni.